# (7554) Johnspencer
(7554) Johnspencer es un asteroide perteneciente al cinturón de asteroides descubierto el 5 de abril de 1981 por Edward Bowell desde la Estación Anderson Mesa (condado de Coconino, cerca de Flagstaff, Arizona, Estados Unidos).

## Designación y nombre
Designado provisionalmente como 1981 GQ. Fue nombrado en honor a John R. Spencer (n. 1957), astrónomo del Observatorio Lowell, por su trabajo interdisciplinario pionero en ciencia planetaria. La investigación de Spencer incluye un sondeo detallado y perspicaz de la naturaleza y el carácter de los satélites galileanos. En particular, ha liderado el campo en el uso de imágenes terrestres de Ío de alta resolución para proporcionar una excelente historia temporal del vulcanismo, importante para cerrar las brechas entre los encuentros de naves espaciales. En sus estudios, Spencer aplica un agudo sentido intuitivo del mundo natural y nos deja con una mejor apreciación y comprensión de nuestro sistema solar.

## Características orbitales
(7554) Johnspencer está situado a una distancia media del Sol de 3,175 ua, pudiendo alejarse hasta 3,982 ua y acercarse hasta 2,369 ua. Su excentricidad es 0,254 y la inclinación orbital 13,755 grados. Emplea 2066,84 días en completar una órbita alrededor del Sol.
Los próximos acercamientos a la órbita de Júpiter ocurrirán el 15 de noviembre de 2033, el 26 de julio de 2106 y el 4 de mayo de 2117.

## Características físicas
La magnitud absoluta de (7554) Johnspencer es 13,02. Tiene 15,689 km de diámetro y su albedo se estima en 0,054.